# یواس‌اس پیتسبورگ (سی‌ای-۷۲)
یواس‌اس پیتسبورگ (سی‌ای-۷۲) (به انگلیسی: USS Pittsburgh (CA-72)) یک کشتی بود که طول آن ۶۷۳ فوت ۵ اینچ (۲۰۵٫۲۶ متر) بود. این کشتی در سال ۱۹۴۴ ساخته شد.